# گمینا اولشتسه
گمینا اولشتسه (به لهستانی:  Gmina Oleszyce) یک گمینا در لهستان است که در شهرستان لوباچوف واقع شده‌است. گمینا اولشتسه ۱۵۱٫۸۲ کیلومتر مربع مساحت و ۶٬۴۱۸ نفر جمعیت دارد.